# Malvasia bianca di Basilicata

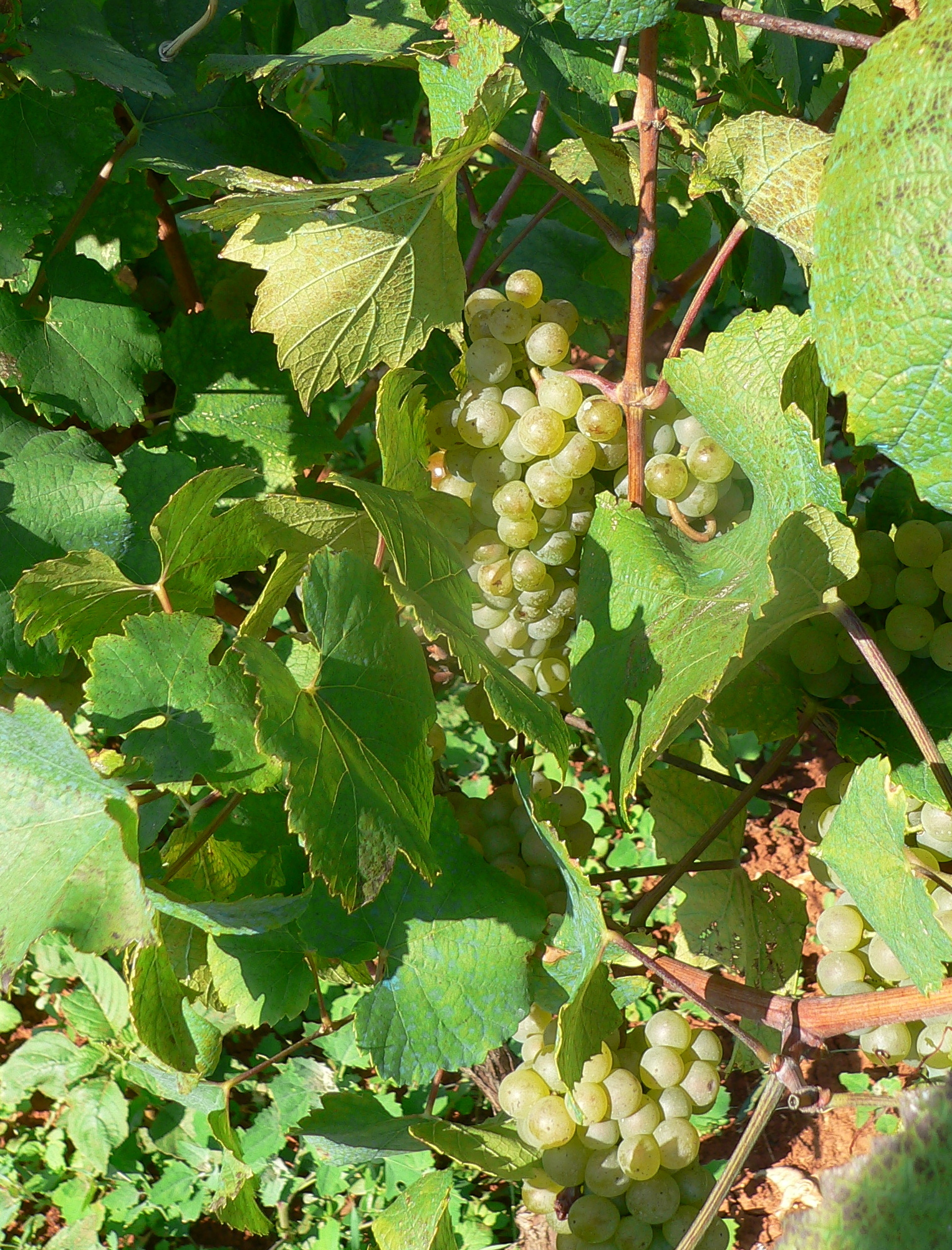

La  malvasia bianca di Basilicata  est un cépage italien de raisins blancs de la grande famille de Malvasia. Elle aurait une certaine ressemblance avec la malvasia bianca di Candia.

## Origine et répartition géographique
Elle provient du sud de l’Italie. D'origine probable grecque, elle est classée recommandée ou autorisée dans la Basilicate. Elle est recommandée dans les provinces Matera et  Potenza.
Elle est classée cépage d'appoint en DOC Matera et Terre dell'Alta Val d'Agri. En 1998, elle couvrait 1.599 ha.

## Caractères ampélographiques
- Extrémité du jeune rameau cotonneux, blanc.
- Jeunes feuilles duveteuses, à plages bronzées.
- Feuilles adultes, à 5 lobes avec des sinus supérieurs en U ouvert ou fermé,  un sinus pétiolaire en U ouvert, des dents anguleuses, étroites, en deux séries, un limbe aranéeux.

## Aptitudes culturales
La maturité est de troisième époque: 30  jours après le chasselas.

## Potentiel technologique
Les grappes sont moyennes et les baies sont de taille petite. La grappe est conique ou cylindrique, simple ou ailée et lâche. La chair est juteuse et d'une saveur spéciale. Le cépage est de vigueur moyenne et la production est régulière donnant des raisins peu sucrés. La malvasia bianca di Basilicata est utilisée souvent comme cépage complémentaire du greco bianco, du aglianico et du Moscato bianco.

## Synonymes
La  malvasia bianca di Basilicata est connue sous le nom de malvasia di Basilicata